# 若纳斯·萨文比
若纳斯·马列罗·萨文比（葡萄牙語：Jonas Malheiro Savimbi；1934年8月3日—2002年2月22日），安哥拉反政府武装争取安哥拉彻底独立全国联盟领导人。1960年代，萨文比领导安盟从事反对葡萄牙殖民统治的武装斗争，1975年安哥拉独立后，因政见不同，萨文比与安哥拉人民解放运动所建立的安哥拉政府展开内战。2002年，萨文比在战斗中阵亡，安哥拉内战结束。

## 早年经历
萨文比是奥温本杜族人，1934年8月3日出生于安哥拉比耶省一个铁路员工家庭。他年轻时在安哥拉当地教会学校学习，1958年获奖学金前往葡萄牙完成高中教育。但由于萨拉查政府限制，他未能按照本来意愿学习医学。与此同时，萨文比结识了一批暗中反对葡萄牙殖民主义的安哥拉学生，其中就有日后成为安人运主席以及安哥拉首任总统的阿戈什蒂纽·内图。由于葡萄牙国内局势日渐紧张，其于1960年转到瑞士洛桑攻读社会科学，随后又前往瑞士弗里堡大学继续学习。

## 内战
1490年葡萄牙的殖民統治開始。於1975年11月11日獨立。同年，由蘇聯支持的安哥拉解放人民運動（MPLA）和由美國、南非政府支持的爭取安哥拉徹底獨立全國聯盟（UNITA）爆發內戰。結果MPLA勝利並掌握政權。由這時開始安哥拉政府和蘇聯結盟，而且實行一黨專政。
1961年萨文比参加安哥拉独立运动领导人奥尔登·罗贝托（Holden Roberto）的安哥拉民族解放阵线（FNLA），FNLA是安哥拉人民解放运动（MPLA，简称安人运）的敌手。1966年萨文比与人民联盟领导人决裂，同年组成爭取安哥拉徹底獨立全國聯盟（UNITA，简称安盟），为反对葡萄牙的殖民统治而战斗。
1975年安哥拉独立后，萨文比已将他最初的一小批支持者扩大为数以千计的游击队。安盟的基地在安哥拉的东南部，依靠安哥拉最大的部族奥文本杜人的支持。在各个时期，萨文比获得了中国、南非和美国的援助，以与马克思主义的、受苏联援助的、控制着中央政府的安人运相对立。
在1990年安哥拉政府決定放棄社會主義路線，翌年引入多黨制。在1991年5月，安人运及安盟在葡萄牙介入下簽定和平協定。不過在1992年的議會選舉中安人运和安盟再度爆發內戰。在聯合國的介入下，1994年11月再回復和平，但是不幸1998年內戰再度爆發。
2002年4月4日，雙方簽訂停戰協定，加上身為安盟總司令的薩文比也在2002年2月戰死，持續了27年的內戰正式告一段落。

## 阵亡
2002年2月22日，萨文比在安哥拉莫希科省与政府军的交战中被打死。萨文比身中15弹，其中2发命中头部。萨文比死后，他的尸体被政府军公开示众。后葬在莫希科卢埃纳。2008年1月3日，萨文比的墓被破坏，四个MPLA的青年团的成员被指控并逮捕。